# Casiguran, Sorsogon

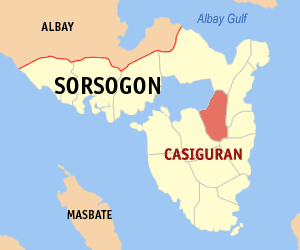
Bản đồ Sorsogon với vị trí của Casiguran

Casiguran là một đô thị hạng 4 ở tỉnh Sorsogon, Philippines. This town is on the bờ biển của Sorsogon Bay. Theo điều tra dân số năm 2015, đô thị này có dân số 32.842 người trong.

## Barangay
Casiguran được chia thành 25 barangay.
| - Adovis (Pob.) - boton - Burgos - Casay - Cawit - Central (Pob.) - Colambis - Escuala - Cogon - Inlagadian - Lungib - Mabini - Ponong | - Rizal - San Antonio (Boho) - San Isidro - San Juan - San Pascual - Santa Cruz - Somal-ot (Pob.) - Tigbao - Timbayog (Pob.) - Tiris - Trece Martirez - Tulay |